# 四里站
四里站（：／ Sa-ri yeok */?）是水仁·盆唐線沿線的一座地面車站，位於韓國京畿道安山市常綠區四洞。1996年隨水仁線停駛而關閉，2020年重新啟用。

## 車站結構
站體為2面2線側式月台的地面車站，候車月台設有月台幕門。

### 月台配置
| ↑ 野牧     |
| \| １      |
| 漢陽大學 ↓ |

| 月台 | 路線                   | 目的地                         |
| ---- | ---------------------- | ------------------------------ |
| 1    | ●首都圈電鐵水仁·盆唐線 | 安山、烏耳島、松島、仁川方向   |
| 2    | ●首都圈電鐵水仁·盆唐線 | 水原、竹田、往十里、清涼里方向 |

## 歷史
- 1966年9月1日：以無配置簡易站開業[1]。
- 1996年1月1日：水仁線停駛，本站關閉。
- 2020年9月12日：首都圈電鐵水仁·盆唐線開通，本站重新啟用。

## 車站周邊
- 安山東山高校

## 圖片

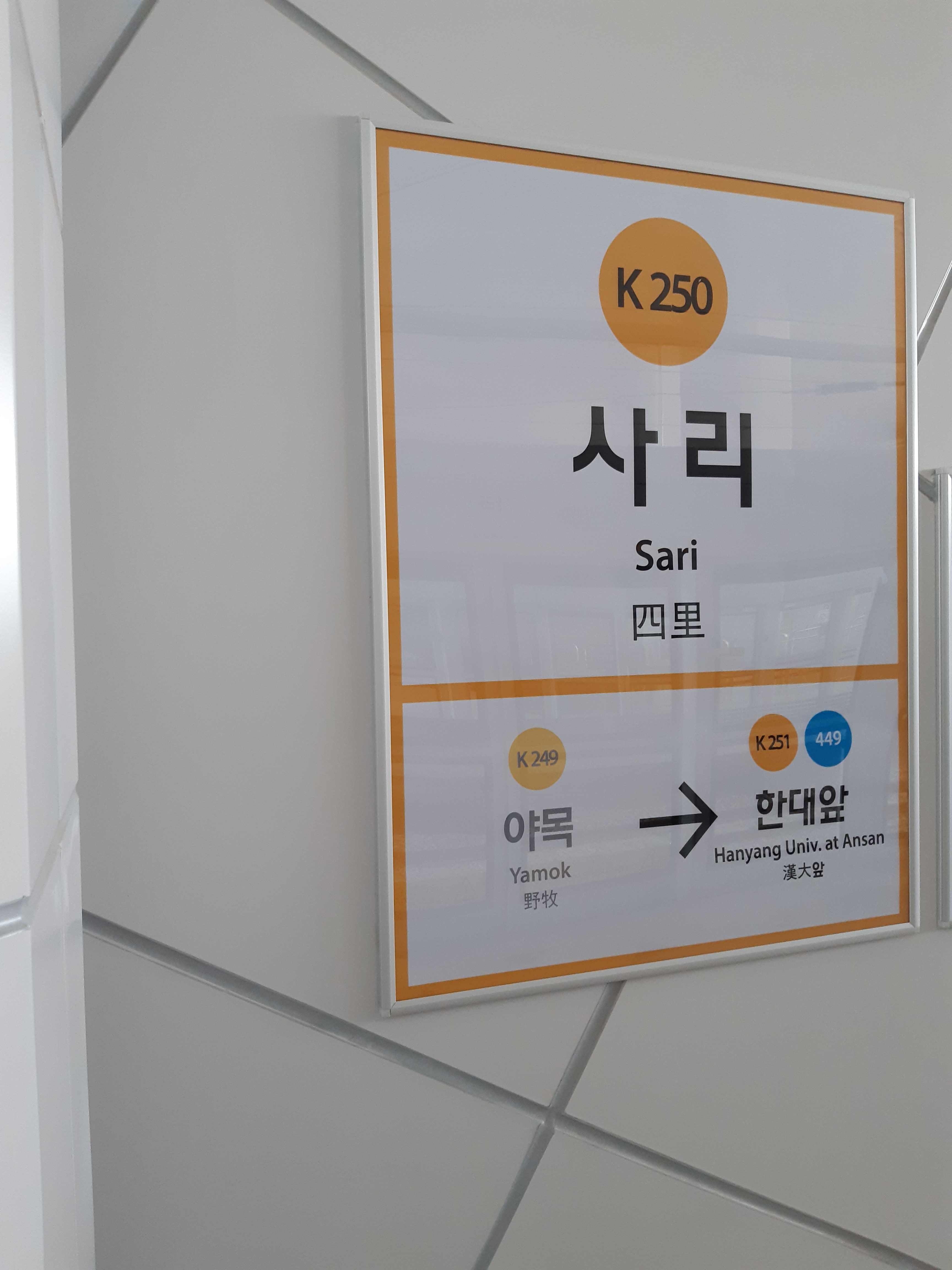
站名牌
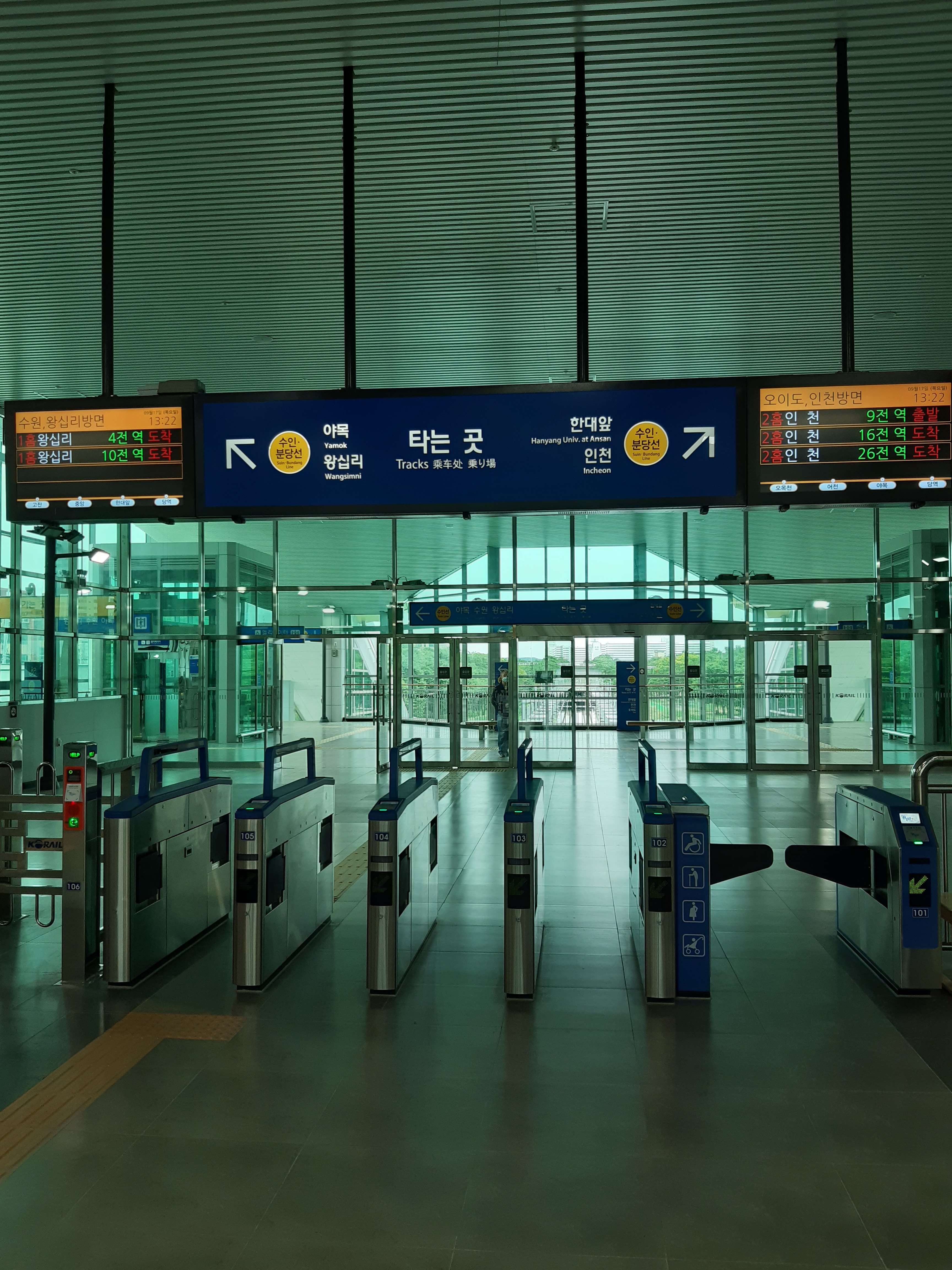
剪票閘口
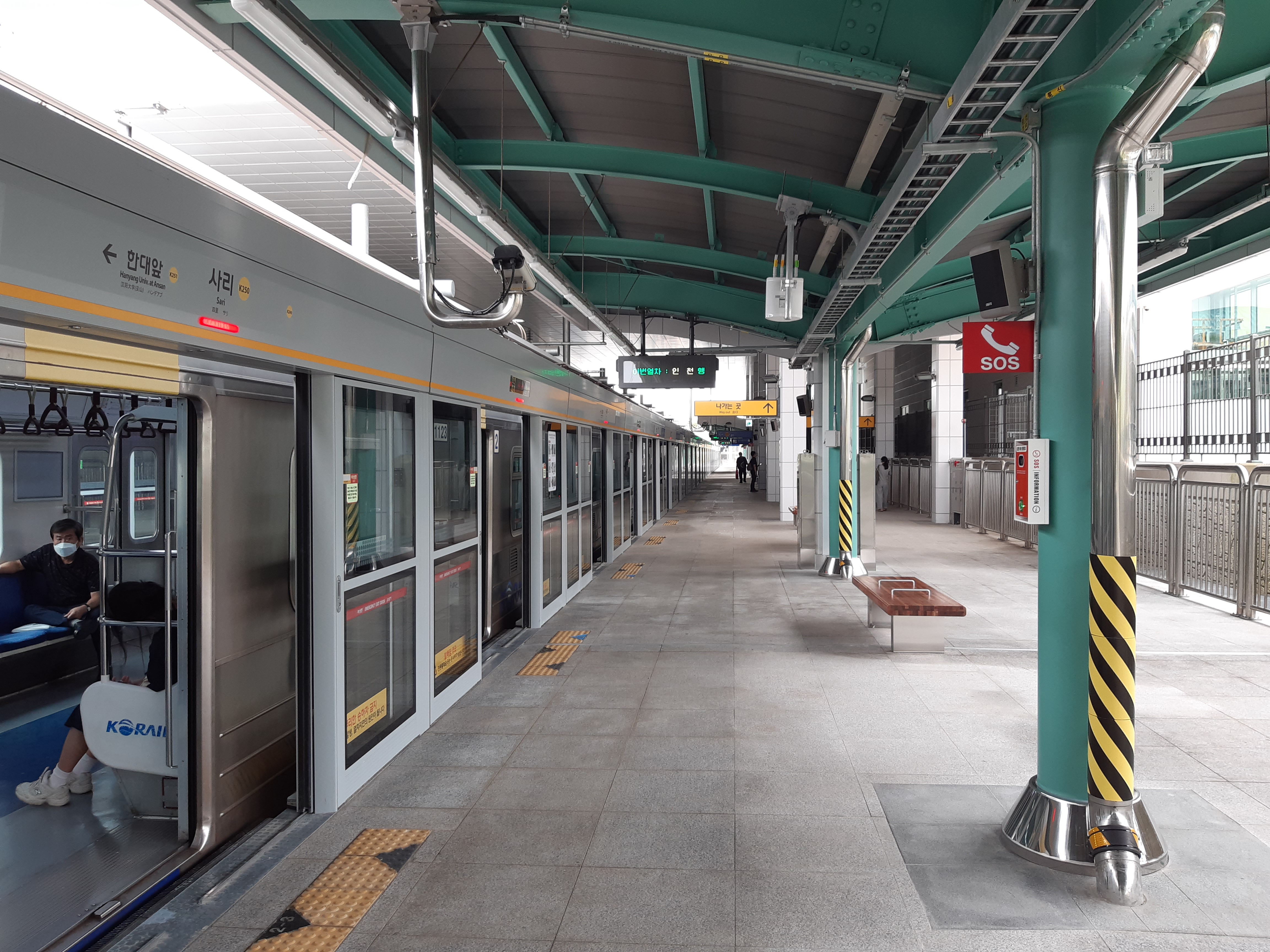
候車月台
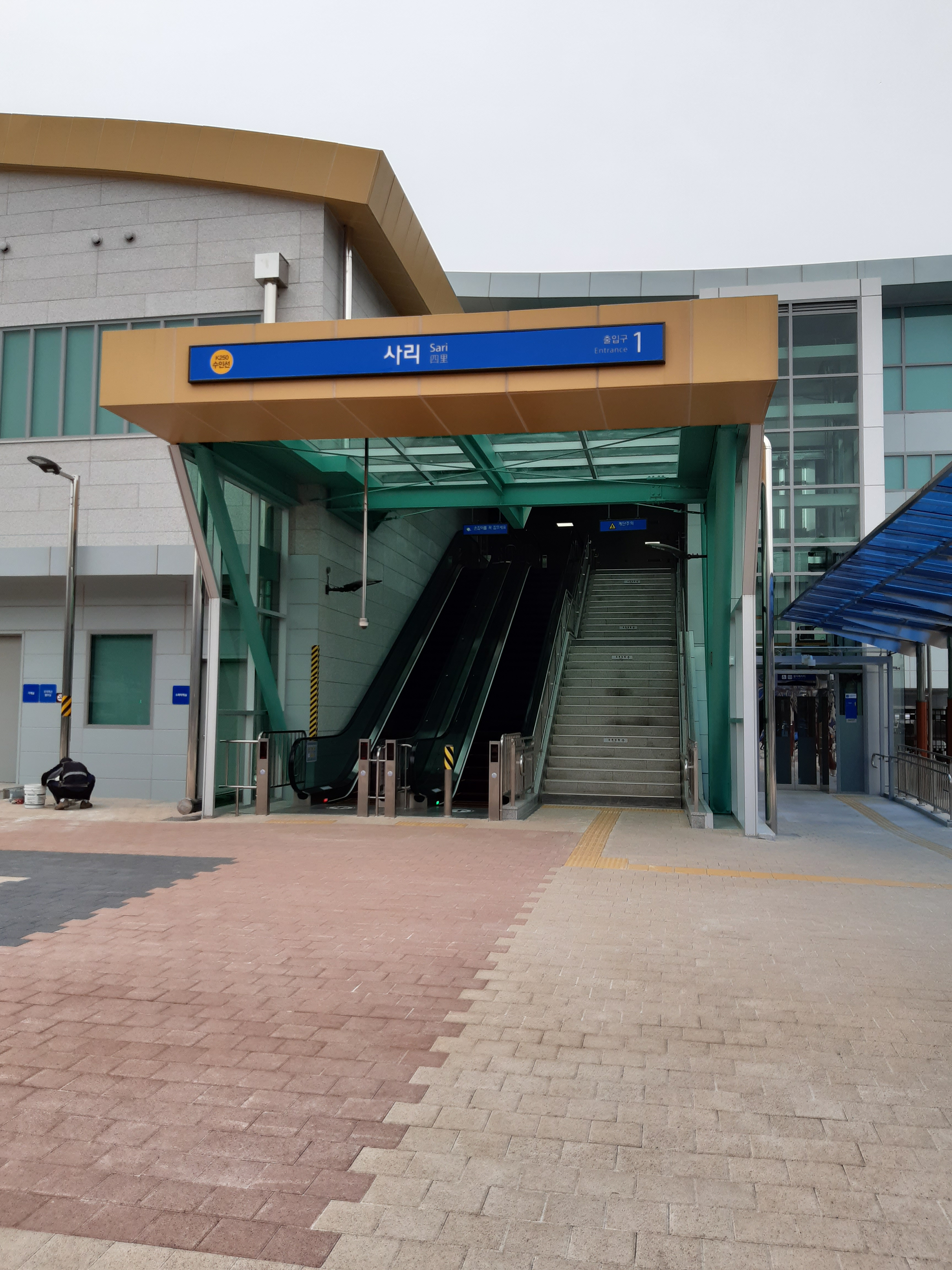
1號出口
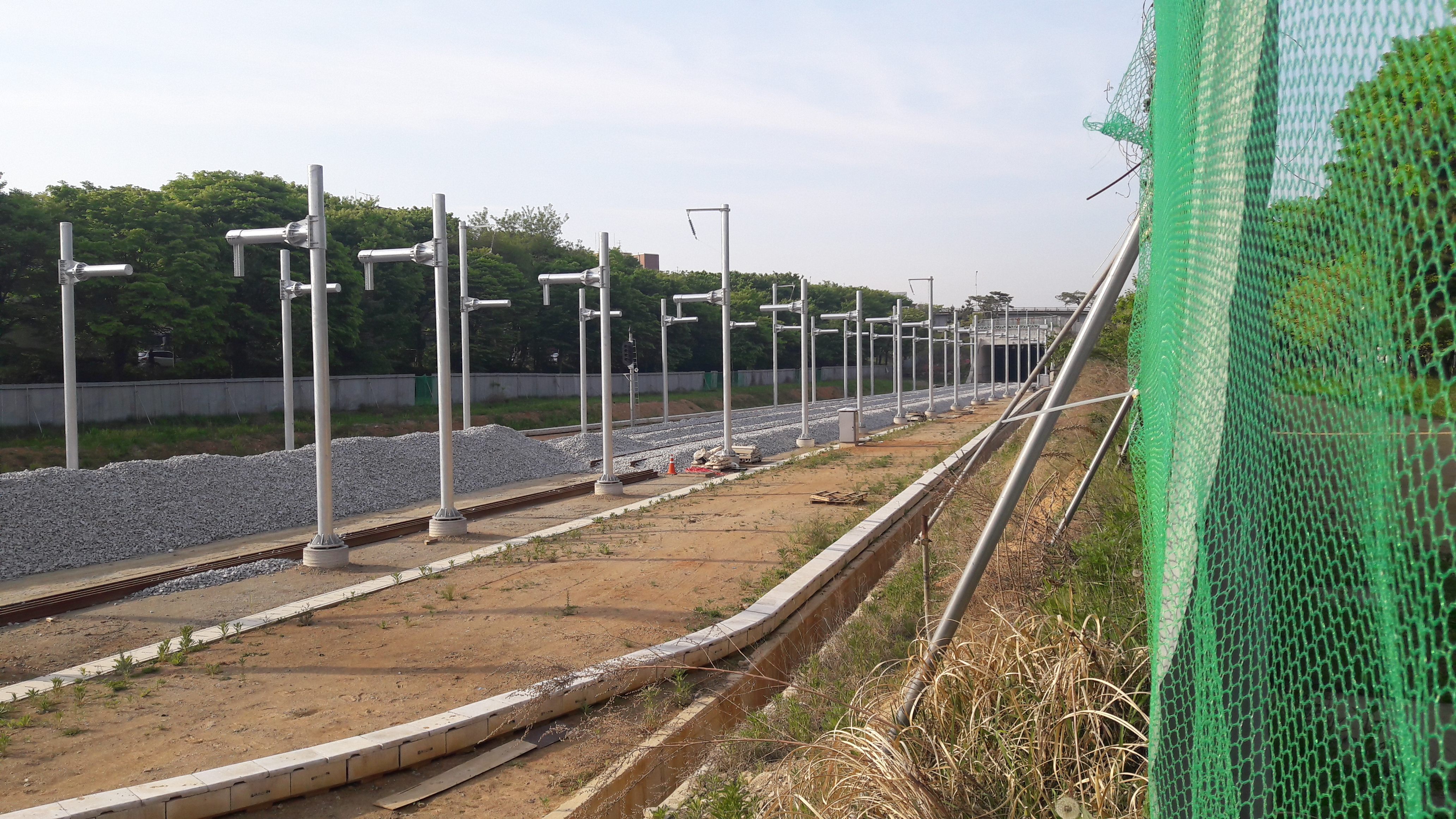
車站軌道

## 相鄰車站
韓國鐵道公社
●首都圈電鐵水仁·盆唐線
野牧（K249）－四里（K250）－漢陽大學（K251）